# Кубок Молдови з футболу 2002—2003
Кубок Молдови з футболу 2002–2003 — 12-й розіграш кубкового футбольного турніру в Молдові. Титул втретє здобув Зімбру.

## 1/8 фіналу
| Команда 1                | Заг. | Команда 2               | 1-й матч | 2-й матч |
| ------------------------ | ---- | ----------------------- | -------- | -------- |
| 4 вересня/16 жовтня 2002 |      |                         |          |          |
| Зімбру                   | 13:0 | Вікторія (Суручень) (3) | 7:0      | 6:0      |
| Університатя Комрат (3)  | 2:8  | Агро (Кишинів)          | 1:3      | 1:5      |
| Уніспорт-Авто            | 1:2  | Ністру (Атаки)          | 1:0      | 0:2 дч   |
| Хинчешти                 | 4:1  | Вікторія (Кишинів) (2)  | 3:0      | 1:1      |
| Тилігул (2)              | 0:8  | Шериф                   | 0:6      | 0:2      |
| Скулень (3)              | 1:2  | Дачія                   | 1:2      | 0:0      |
| Фортуна (Плешень) (3)    | 1:7  | Політехніка (2)         | 1:4      | 0:3      |
| Тирасполь                | 8:1  | Росо (Флорень) (3)      | 5:1      | 3:0      |

## 1/4 фіналу
| Команда 1                   | Заг. | Команда 2       | 1-й матч | 2-й матч |
| --------------------------- | ---- | --------------- | -------- | -------- |
| 30 жовтня/13 листопада 2002 |      |                 |          |          |
| Агро (Кишинів)              | 0:6  | Зімбру          | 0:3      | 0:3      |
| Ністру (Атаки)              | +:-  | Хинчешти        | +:-      | +:-      |
| Дачія                       | 2:6  | Шериф           | 2:4      | 0:2      |
| Тирасполь                   | 3:2  | Політехніка (2) | 1:1      | 2:1 дч   |

## 1/2 фіналу
| Команда 1                 | Заг. | Команда 2      | 1-й матч | 2-й матч |
| ------------------------- | ---- | -------------- | -------- | -------- |
| 19 березня/10 квітня 2003 |      |                |          |          |
| Шериф                     | 0:2  | Зімбру         | 0:1      | 0:1      |
| Тирасполь                 | 1:4  | Ністру (Атаки) | 1:2      | 0:2      |

## Фінал
| 21 травня 2003 |

| Зімбру | 0:0      | Ністру (Атаки) |
| ------ | -------- | -------------- |
|        | Протокол |                |

| Республіканський стадіон, Кишинів Глядачів: 7 000 Арбітр: Віталій Оніца |

|                                      |     | Пенальті                              |  |
| Баштине · Шишелов · Фрунзе · Чеботар | 4:2 | Бурсук · Ткачук · Лупашку · Ковальков |  |